# Ferrocarril de Oktiabrskaya

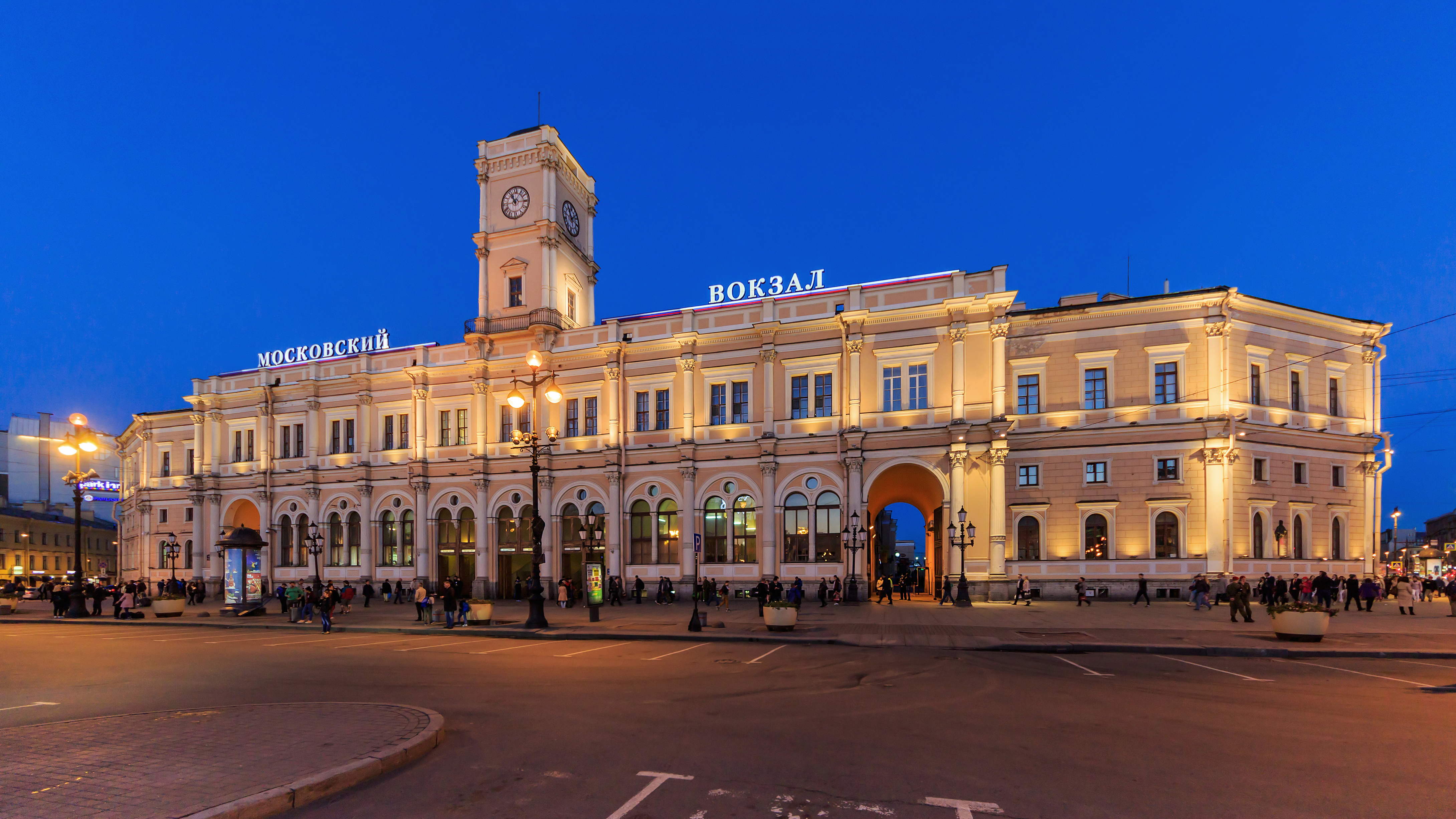
Estación Moskovsky (San Petersburgo).

## Ferrocarril de Oktiabrskaya
Ir a la navegaciónIr a la búsqueda
Los ferrocarriles de Oktyábrskaya (OZhD) (Октябрьская железная дорога en ruso) es la red ferroviaria de los ferrocarriles rusos que da servicio a las regiones del noroeste de Rusia y a Moscú. Tiene una red de aproximadamente 10.000 y un ancho de vía de 1.520 mm. 
La sede central se encuentra en San Petersburgo y las líneas principales se dirigen a Moscú (hacia el sur) y a Múrmansk (hacia el norte).

## Historia
Es el servicio férreo más antiguo de Rusia. En 1837, se construyó el primer tramo de San Petersburgo a Tsárskoye Seló de 27,9 km de largo como parte de lo que en el futuro sería Oktyábrskaya (también llamada Línea de Octubre). El segundo fue inaugurado en 1851 siendo extendida hasta Moscú. También dispone de otra línea que lleva a Tallin haciendo enlace con GoRail de Estonia.

## Líneas
- Tsárskoye Seló
- Ferrocarril Moscú-San Petersburgo
- Primórskaya
- Továrnaya